# Lalamusa
Lalamusa é uma cidade do Paquistão localizada na província de Punjab.